# Páni ze Starče

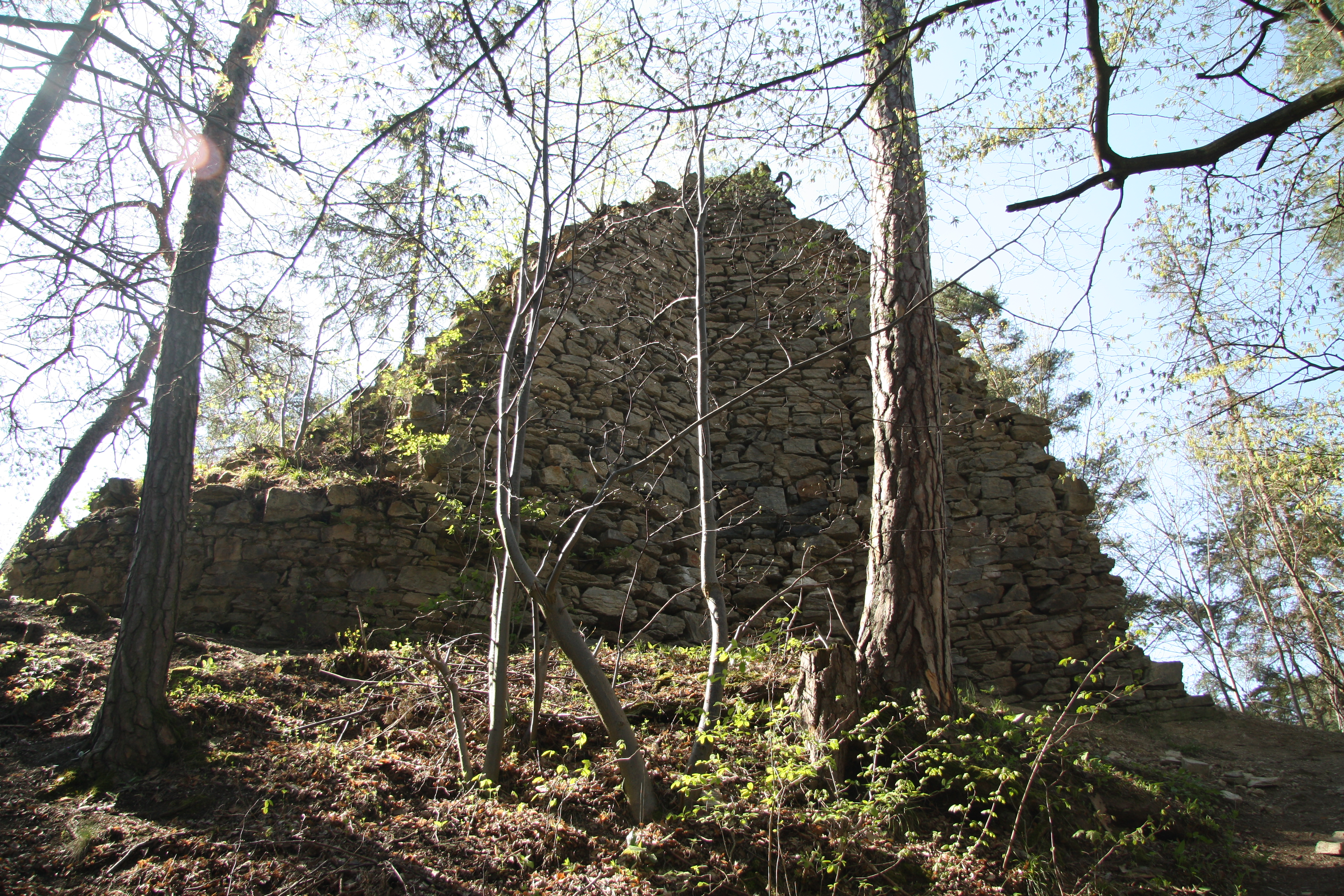
Hrad Holoubek, založen pány ze Starče

Páni ze Starče (okr. Třebíč), též z Holoubka, byli na základě některých indicií potomky Markvarta z Hrádku (†1278). Těmito indiciemi jsou stejný erb, vztah ke klášteru Nová Říše a majetky v jeho okolí. 

## Významnější členové rodu

### Bohuš ze Starče
Ze Starče se psal zejména Bohuš, doložený poprvé roku 1335, roku 1376 byla jeho manželka Adlička již vdovou. Bohuš byl zástavním držitelem Brtnice, Rouchovan a Starče, dvou městeček a 13 vsí a to asi do roku 1360. Dále vlastnil dům v Brně, některé majetky na Vyškovsku a Třebíčsku. Po svém bratru (?) Konrádu Payerovi zdědil hrad Holoubek a Krasonice a asi i majetky na Břeclavsku a v Hrutovicích a Šebkovicích. Koupí získal panství Kněžické. Jeho dětmi byly Eva, Eliška, manželka Jana z Konic, Jan, Mikuláš (Mikeš Rulant) a Bohuš.

### Jan z Holoubka
Jan z Holoubka byl nejstarším synem Bohuše, připomíná se poprvé roku 1368, roku 1385 již nežil. Účastnil se jako otec zemských sněmů. Jeho manželkou byla Hyzla z Osového. Jan koupil spolu s Bohušem z Vanče a Danielem z Čepího přímělkovské panství na Jihlavsku, měl asi na koupi největší podíl. Spolu s bratrem Mikšem prodal Beneši z Krumlova rodové statky na Břeclavsku.

### Mikuláš z Holoubka
Mladší bratr Janův byl snad dvořanem markraběte Jošta a vystupoval jako jeho relátor v záležitostech kláštera v Dalešicích. Jeho první manželkou byla Anežka, z neznámého rodu, druhou Helena (snad z Vartenberka). Centrum jeho majetků byly Kněžice a asi byl stavitelem tamní tvrze. Roku 1381 odprodal Hrutovice. Bratrovi Bohušovi nechal hrad Holoubek a jeho panství, Bohuš se naopak vzdal majetků v Nové Říši. Zemřel někdy po roce 1390, jeho manželka se jako vdova připomíná roku 1406. 

### Bohuš z Holoubka
Bohuš byl s určitostí synem Bohuše ze Starče a Adličky. Jeho manželkou byla Eliška, neteř Jana z Hodic. Roku 1390 daroval faráři z Krasonic tamní poškozenou tvrz. Sídlil v Kněžicích. Roku 1392 prodal Martinu z Radotic hrad Holoubek, roku 1406 prodal tvrz v Nové Říši s tamním majetkem. Kněžice prodal roku 1417 Janu Drhovi z Dolan. Za markraběcích válek se jeho lidé účastnili bojů s pány z Hradce. Roku 1437 byl již mrtev. Z jeho dětí známe jen Annu, manželku Jindřicha ml. z Kunštátu a po jeho smrti Oldřicha z Ústí.